# التسليم أو المحاكمة
في القانون، يشير مبدأ التسليم أو المحاكمة (بالاتينية: Aut dedere aut judicare) إلى الالتزام القانوني للدول بموجب القانون الدولي العام بمحاكمة الأشخاص الذين يرتكبون جرائم دولية خطيرة حيث لم تطلب أي دولة أخرى تسليمهم. ومع ذلك، فقد أظهرت قضية لوكربي أن شرط التسليم أو المحاكمة ليست قاعدة من قواعد القانون الدولي العرفي. ينشأ الالتزام بغض النظر عن طبيعة الجريمة التي تتجاوز الحدود الإقليمية وبغض النظر عن حقيقة أن الجاني والضحية قد يكونان من جنسية أجنبية. يتم تضمين المبدأ بشكل عام كجزء من المعاهدات الدولية التي تتناول مجموعة من الجرائم عبر الوطنية لتسهيل تقديم الجناة إلى العدالة.

## المنطق
الأساس المنطقي لهذا المبدأ هو ضمان عدم وجود ثغرات في الولاية القضائية في محاكمة الجرائم المرتكبة دوليًا. ومع ذلك، فمن غير المعتاد أن يُطلب من الدول ممارسة هذا الاختصاص القضائي لأنه غالبًا ما يكون لدولة طرف أخرى مصلحة في هذه المسألة، وبالتالي ستقدم طلبًا لتسليم المدعى عليه (المتهمين). في هذه الحالة يكون للدولة التي تطلب التسليم الأولوية.
ومع ذلك، فإن الالتزام بالتسليم أو المحاكمة لجميع الجرائم غير مضمون، ويلاحظ ستيجال أن «بعض العلماء المعاصرين يرون أن إما التسليم أو المحاكمة ليس التزامًا بموجب القانون الدولي العرفي، بل هو» شرط تقليدي محدد يتعلق بجرائم محددة «وبالتالي، التزام لا يوجد إلا عندما تتولى الدولة الالتزام طواعية». ولكن في الجرائم الدولية التي يتم تطبيقها من أجلها، «يفترض [شريف بسيوني] أن... ليس فقط قاعدة من قواعد القانون الدولي العرفي بل هو مبدأ القواعد الآمرة»، مما يضطر الدول إلى الاحتجاج بها لأي شخص ولأي الجرائم التي تندرج تحت هذا المبدأ؛ يجد كيلي في القرارات القضائية الإسرائيلية والنمساوية «بعض الأدلة السردية المؤيدة على أن القضاة داخل الأنظمة الوطنية بدأوا في تطبيق العقيدة بأنفسهم».

## جرائم نموذجية
تشمل الجرائم المصنفة على أنها تندرج تحت مبدأ التسليم أو المحاكمة عادةً ما يلي:
- اختطاف الطائرات المدنية
- أخذ رهائن مدنيين
- أعمال الإرهاب
- تعذيب
- الجرائم ضد الدبلوماسيين وغيرهم من "الأشخاص المحميين دوليًا"
- تمويل الإرهاب والجرائم الدولية الأخرى

## المعاهدات متعددة الأطراف
وتعتمد غالبية هذه الجرائم على المعاهدات المتعددة الأطراف لتوسيع نطاق مبدأ «المحاكمة أو التسليم» لهم. أصبحت طريقة منح الاختصاص هذه شائعة بشكل متزايد منذ الحرب العالمية الثانية. تشمل الولاية القضائية التي تمنح المعاهدات ما يلي: 
- اتفاقيات جنيف لعام 1949؛
- اتفاقية لاهاي لقمع الاستيلاء غير المشروع على الطائرات لعام 1970؛
- الاتفاقية الدولية لمناهضة أخذ الرهائن لعام 1979؛
- الاتفاقية الدولية لقمع الهجمات الإرهابية بالقنابل 1997؛
- الاتفاقية الدولية لقمع تمويل الإرهاب 1999؛
- اتفاقية مناهضة التعذيب وغيره من ضروب المعاملة القاسية أو اللاإنسانية أو المهينة لعام 1984؛
- اتفاقية منع الجرائم المرتكبة ضد الأشخاص المتمتعين بحماية دولية والمعاقبة عليها لعام 1973؛
- اتفاقية الأمم المتحدة لمكافحة الفساد 2003؛
- اتفاقية لاهاي لحماية الممتلكات الثقافية في حالة نشوب صراع مسلح لعام 1954؛
- الاتفاقية الدولية لقمع جريمة الفصل العنصري والمعاقبة عليها لعام 1973.

## روابط خارجية
- Aut Dedere Aut Judicare - ببليوغرافيات حول مواضيع لجنة القانون الدولي (رقم 6 في القائمة) (مكتبة مكتب الأمم المتحدة في جنيف)